# Ризокарпасон
Ризокарпасон (греч. Ριζοκάρπασο, тур. Dipkarpaz) — город на Кипре, расположенный на Карпасском полуострове и являющийся наиболее крупным поселением на нём. Находится в северо-восточной части полуострова. С 1974 входит в состав непризнанной международным сообществом Турецкой Республики Северного Кипра, где административно относится к району Трикомо, хотя согласно административному делению Республики Кипр входит в состав района Фамагуста.
Население города на 2006 год составляло около 5,300 человек. Основное занятие населения — сельское хозяйство, в том числе выращивание табака. Действует табачная фабрика.
Неподалёку от современного города ближе к побережью Средиземного моря ещё в античное время появился город Карпасия, ставший уже в IV веке центром епископства, упразднённого Лузиньянами, которые в 1222 переселили греческого епископа Фамагусты в Ризокарпасо, что вызвало его рост. Преимущественно населённый греками Ризокарпасо стал центром округи. В 1974 город был оккупирован турецкими войсками, что вызвало массовый отток греческого населения в южную часть острова, хотя в настоящее время в городе под охраной миссии ООН живёт около 250 греков, в основном представителей старшего поколения, что делает греческую общину Ризокарпасо самой крупной в ТРСК.
Среди достопримечательностей города — построенные в период Королевства Кипр церкви святого Синесия, служившая резиденцией епископу, и церковь Троицы. Неподалёку от города находятся остатки базилики Айос-Филон, построенной в V веке в городе Афродизион.